# Amélie Pans

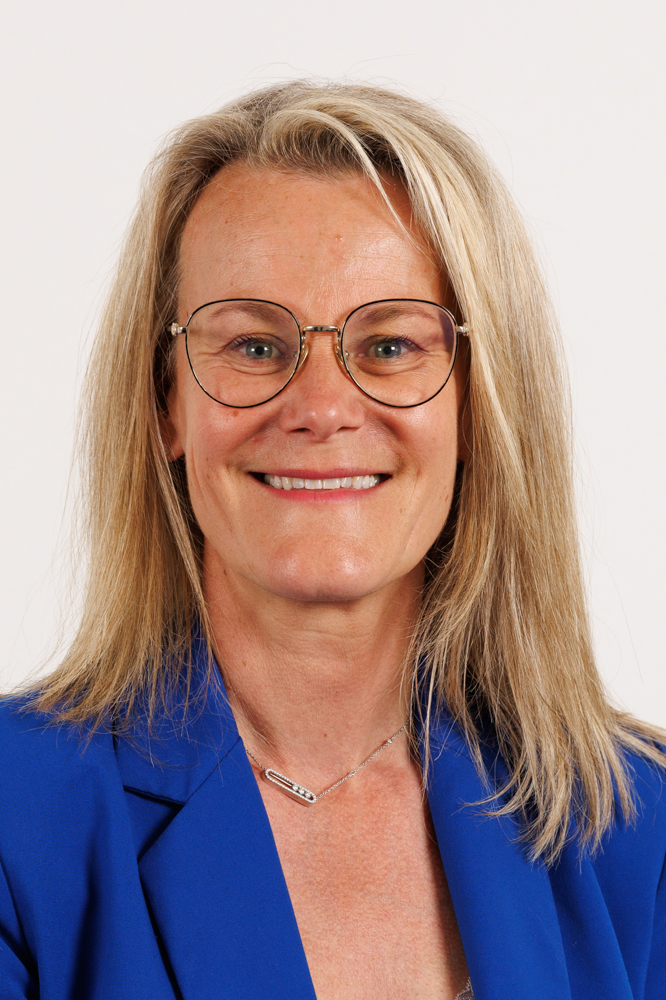
Amélie Pans

Amélie Pans (Malmedy, 19 juli 1972) is een Belgisch politica voor de liberale MR.

## Biografie
Amélie Pans behaalde in 1997 een graduaat in de marketing, optie aankoop, toelevering en logistiek aan de hogeschool EPHEC. Van 1998 tot 2000 werkte ze als verantwoordelijke voor de aankoop bij Carodec, een handelszaak in bouwmaterialen, en van 2000 tot 2008 was ze kantoorbeheerder bij het bedrijf IHPO, een handel in huishoudelijke apparaten. Sinds 2009 is ze beleidsadviseur voor het Zweedse energiebedrijf Vattenfall, waar ze politieke en wetgevende processen rond energiebeleid ging opvolgen. Na haar verkiezing tot parlementslid in juni 2024 ging ze dit beroep deeltijds uitoefenen. In 2022 was ze eveneens voorzitter van het Platform for Electromobility, een Europees verbond van industriële en middenveldorganisaties om expertise en oplossingen aan te leveren om de elektrificatie van gemotoriseerd verkeer te verwezenlijken.
Ze engageerde zich als voorzitter van ouderraad in de school van haar kinderen en in het wijkcomité in haar buurt en kwam op die manier in aanraking met de lokale politiek in Sint-Lambrechts-Woluwe. Pans sloot zich in 2011 aan bij plaatselijke afdeling van de MR en was voor deze partij kandidaat bij de gemeenteraadsverkiezingen van oktober 2012, maar werd niet verkozen. Vervolgens was ze van 2013 tot 2019 OCMW-raadslid in de gemeente. In 2017 werd ze voorzitter van de MR-afdeling in Sint-Lambrechts-Woluwe en een jaar later was ze er lijsttrekker voor haar partij bij de gemeenteraadsverkiezingen van oktober 2018. Pans werd verkozen en is sinds december 2018 gemeenteraadslid van Sint-Lambrechts-Woluwe. In oktober 2024 raakte ze opnieuw als lijsttrekker in dit mandaat herkozen.
Pans kwam tevens op bij de Brusselse gewestverkiezingen van mei 2014 en de federale verkiezingen van mei 2019, maar werd beide keren niet verkozen. In juni 2024 bemachtigde ze uiteindelijk een zetel in het Brussels Hoofdstedelijk Parlement. Daar ging zij zich toeleggen op het beleid rond stadsontwikkeling, mobiliteit, economie en ecologische duurzaamheid. Als verkozene voor de Franse taalgroep nam Pans automatisch ook zitting in het Parlement francophone bruxellois, de parlementaire vergadering van de Franse Gemeenschapscommissie, waar ze voorzitter werd van de commissie Sociale Zaken, Gezin en Gezondheid. 